# Gale Sayers
Gale Eugene Sayers (Wichita, 30 de maio de 1943 – 23 de setembro de 2020), apelidado de "Kansas Comet", foi um jogador de futebol americano. Atuou na Liga Nacional de Futebol Americano pelo Chicago Bears como running back (RB) e pelo San Francisco 49ers, na posição de wide-receiver (WR). Foi introduzido ao Pro Football Hall of Fame em 1977.
Morreu em 23 de setembro de 2020, aos 77 anos, de demência.